# Cantoni di Tarbes
La città di Tarbes è suddivisa in cantoni appartenenti all'Arrondissement di Tarbes:
A seguito della riforma approvata con decreto del 25 febbraio 2014, che ha avuto attuazione dopo le elezioni dipartimentali del 2015, il numero di cantoni su cui è suddiviso il territorio comunale della città è stato ridotto da cinque a tre.

## Composizione
Nei tre cantoni:
- cantone di Tarbes-1
- cantone di Tarbes-2
- cantone di Tarbes-3

non sono compresi altri comuni.